# 利町
利町（とぎまち）は静岡県浜松市中央区の町名。丁番を持たない単独町名である。住居表示未実施。

## 地理
浜松市中央区の中心部に位置する。東で連尺町及び伝馬町、西で高町及び中山町、南で栄町、北で紺屋町と接する。

### 学区
- 浜松中部学園（浜松市立中部小学校・浜松市立中部中学校）

## 歴史
利町は江戸時代の浜松宿下における城を維持するための職人と商人の町で、職業ごとに町が構成され、城の御用を務める無役町のうちの1町であったことに端を発する。

### 町名の由来
研師が多く住んでいたことにちなんだ。

### 沿革
- 1882年（明治15年） - 利町から浜松利町に町名変更を行う。
- 1889年（明治22年）4月1日 - 町村制の施行により、敷知郡浜松利町が周辺の町村と合併して敷知郡浜松町となる[WEB 7]。旧町名は浜松町の大字として残る[書籍 3]。
- 1896年（明治29年）4月1日 - 郡制の施行により、浜松町の所属郡が浜名郡に変更となる。
- 1911年（明治44年）7月1日 – 浜松町が市制施行して浜松市となる。
- 1925年（大正14年）5月1日 - 地番整理により、大字制度が廃止される。大字利から利町に町名変更を実施。また、大字栄の一部を編入。さらに、大字利の一部を紺屋町及び中山町に編入[書籍 4]。
- 2007年（平成19年）4月1日 - 浜松市が政令指定都市となる。利町は中区の一部となる。
- 2024年（令和6年）1月1日 - 浜松市の行政区再編により、利町は中央区の一部となる。

## 施設
- 五社神社・諏訪神社
- 浜松復興記念館

## 交通

### 道路
- 浜松市道利町1号線（五社前通り）
- 浜松市道伝馬3号線（諏訪小路）
- 浜松市道松城栄1号線（五社神社通り）

## その他

### 警察
警察の管轄区域は以下の通りである。
| 番・番地等 | 警察署         | 交番・駐在所   |
| ---------- | -------------- | -------------- |
| 全域       | 浜松中央警察署 | 浜松城公園交番 |

### 消防
消防の管轄区域は以下の通りである。
| 番・番地等 | 消防署   | 本署/出張所 |
| ---------- | -------- | ----------- |
| 全域       | 中消防署 | 本署        |

### 書籍
1. ↑  『浜松市史 ニ』浜松市役所、1971年3月31日、93頁。
2. ↑  『浜松市史 ニ』浜松市役所、1971年3月31日、231頁。
3. ↑  『浜松市史 三』浜松市役所、1980年3月26日、177頁。
4. ↑  『浜松市史 三』浜松市役所、1980年3月26日、355,680頁。

### WEB
1. ↑  “h02_22.csv”.   総務省 (2022年2月10日). 2024年10月2日閲覧。
2. ↑  “chuouku_menseki.xlsx”.   浜松市 (2024年3月12日). 2024年10月2日閲覧。
3. ↑  “静岡県 浜松市中央区 利町の郵便番号 - 日本郵便”.   日本郵便. 2025年2月15日閲覧。
4. ↑  “市外局番の一覧”.   総務省 (2022年3月1日). 2024年10月2日閲覧。
5. ↑  “事業所案内及び管轄地域（事務所3件、分室3件）”.   一般社団法人静岡県自動車会議所. 2024年10月2日閲覧。
6. ↑  “住居表示実施状況”.   浜松市 (2024年1月4日). 2024年6月11日閲覧。
7. ↑  “historyofcities.pdf”.   静岡県総務部合併推進室・財団法人静岡県市町村振興協会. 2024年10月11日閲覧。
8. ↑  “浜松城公園前交番｜静岡県警察”.   静岡県警察 (2024年1月1日). 2024年6月17日閲覧。
9. ↑  “消防署の町別管轄「と」／浜松市”.   浜松市 (2024年3月21日). 2024年6月17日閲覧。